# Kimula
Genre
Kimula est un genre d'opilions laniatores de la famille des Kimulidae.

## Distribution
Les espèces de ce genre sont endémiques des Antilles. 

## Liste des espèces
Selon World Catalogue of Opiliones (15/10/2021) :
- Kimula banksi Šilhavý, 1969
- Kimula cokendolpheri Pérez-González & Armas, 2000
- Kimula elongata Goodnight & Goodnight, 1942
- Kimula goodnightora Šilhavý, 1969
- Kimula levii Šilhavý, 1969
- Kimula tuberculata Goodnight & Goodnight, 1943
- Kimula turquinensis Šilhavý, 1969

## Publication originale
- Goodnight & Goodnight, 1942 : « Phalangids from Central America and the West Indies. » American Museum Novitates, no 1184, p. 1–23 (texte intégral).